# Dicraeus kundiawae
Dicraeus kundiawae är en tvåvingeart som beskrevs av Ismay 1984. Dicraeus kundiawae ingår i släktet Dicraeus och familjen fritflugor. Inga underarter finns listade i Catalogue of Life.